# Франчак, Юзеф
Юзеф Франчак (пол. Józef Franczak; 17 марта 1918, Козице Горне  — 21 октября 1963, Майдан Козиц Горных) — польский подпольщик, активист Союза вооружённой борьбы, командир взвода Армии Крайовой. Боец антикоммунистического партизанского движения, командир подпольной боевой группы организации Свобода и Независимость. Продолжал подпольную борьбу в ПНР до 1963 года. Убит в перестрелке с ЗОМО и агентами госбезопасности. В современной Польше считается национальным героем как «последний солдат сопротивления».

## Боец Армии Крайовой
Родился в семье крестьянской бедноты. В 17 лет вступил добровольцем в польскую армию, был направлен на службу в жандармерию.
После начала Второй мировой войны был взят в плен советскими войсками, но сумел бежать. Вступил в Союз вооружённой борьбы, присоединился к Армии Крайовой (АК). Участвовал в антинацистском сопротивлении, в звании сержанта командовал взводом АК под Люблином.
В 1944 году был мобилизован во 2-ю армию под командованием коммуниста Кароля Сверчевского. В январе 1945 года Франчак был свидетелем расстрелов бойцов АК, после чего дезертировал. Скрывался на Балтийском побережье, затем вернулся в Люблинское воеводство.

## Подпольщик-антикоммунист
Юзеф Франчак присоединился к антикоммунистическому подполью, воевал под командованием Иеронима Декутовского. Носил подпольный псевдоним Lalek, а также Laluś, Laleczka, Guściowa, пользовался вымышленным именем Юзеф Бабиньский.
Франчак участвовал в нападениях на милицию и Корпус внутренней безопасности. Несколько раз был ранен. В июне 1946 году в ходе облавы был арестован Министерством общественной безопасности (МОБ), но сумел бежать, причём при побеге были убиты пять агентов МОБ.
В 1947 году Юзеф Франчак присоединился к подразделению организации Свобода и Независимость под командованием Здзислава Броньского. Руководил боевой группой, занимавшейся ликвидацией осведомителей МОБ и активистов ПРП, некоторые приговоры приводил в исполнение лично.
В феврале 1953 года предпринял попытку захвата денежных средств в кассе кооператива в городе Пяски — деньги предназначались для подполья. Акция не удалась, соратники Франчака были захвачены милицией, сам он с трудом сумел уйти. Был объявлен в розыск, скрывался более десятилетия. Круг лиц, оказывавших ему помощь, достигал двух сотен человек.
В 1961 году для ареста или ликвидации Франчака Служба безопасности ПНР подготовила спецоперацию, получившую название Pożar. В общей сложности было задействовано до ста агентов госбезопасности, сотрудников милиции и осведомителей. Применялись передовые по этим временам технические средства, прежде всего подслушивающие устройства.
Франчак внимательно следил за политической жизнью Польши, отмечал признаки либерализации. В 1956 году он серьёзно обдумывал возможность принятия объявленной амнистии и возвращения к мирной жизни. Однако он отказался от этого намерения после тайной консультации с юристом, который предупредил, что ему угрожает пожизненное заключение.
Юзеф Франчак состоял в гражданском браке с Данутой Мазур. В 1958 году у них родился сын Марек.
Двоюродный брат Дануты — Станислав Мазур — являлся секретным агентом госбезопасности. За информацию о местопребывании Франчака ему было обещано 5 тысяч злотых.

## Гибель в бою
21 октября 1963 года Юзеф Франчак был выслежен в сельском укрытии. О его местопребывании проинформировал Станислав Мазур, знавший о предстоящей встрече Франчака с Данутой. В село вступил отряд ЗОМО под командованием двух офицеров Службы безопасности. Франчак вступил в перестрелку и был смертельно ранен.
Личность убитого Франчака идентифицировалась на кафедре судебной медицины Медицинской академии Люблина. Захоронен он был тайно на городском кладбище. Четыре дня спустя останки извлекались из могилы для обезглавливания. Лишь в 1983 году место захоронения стало известно родным.

## Память в современности
Юзеф Франчак вошёл в историю Польши как последний боец вооружённого антикоммунистического сопротивления. В общей сложности он провёл в подполье почти четверть века, с 1939 по 1963. По признаку многолетнего продолжения войны в одиночку Юзеф Франчак ставится в один ряд с Хиро Онодой.
17 марта 2008 года Юзеф Франчак был посмертно награждён Командорским крестом со звездой ордена Возрождения Польши. Президент Польши Лех Качиньский вручил награду в Люблине Мареку Франчаку, сыну Юзефа Франчака. На церемонии присутствовали Данута Мазур, последний президент Польши в изгнании Рышард Качоровский, архиепископ Люблина Юзеф Жициньский, президент Института национальной памяти Януш Куртыка.
Именем Юзефа Франчака названа улица в Люблине.
Очередные мероприятия памяти Юзефа Франчака — символические забеги на дистанцию 1963 метра (1963 — год его гибели) — состоялись 1 марта 2015 года, в День поминовения бойцов антикоммунистического сопротивления.